# 저주인형 (노래)
《저주인형》은 빅스의 첫 번째 정규 음반의 타이틀 곡이다. 2013년 11월 25일에 발표하였다.